# Martin Frk
Martin Frk (* 5. Oktober 1993 in Pelhřimov) ist ein tschechischer Eishockeyspieler, der seit Juli 2024 bei den Calgary Flames aus der National Hockey League (NHL) unter Vertrag steht und parallel für deren Farmteam, die Calgary Wranglers, in der American Hockey League (AHL) auf der Position des rechten Flügelstürmers spielt. Zuvor absolvierte Frk unter anderem bereits 124 Spiele für die Carolina Hurricanes, Detroit Red Wings und Los Angeles Kings in der NHL.

## Karriere

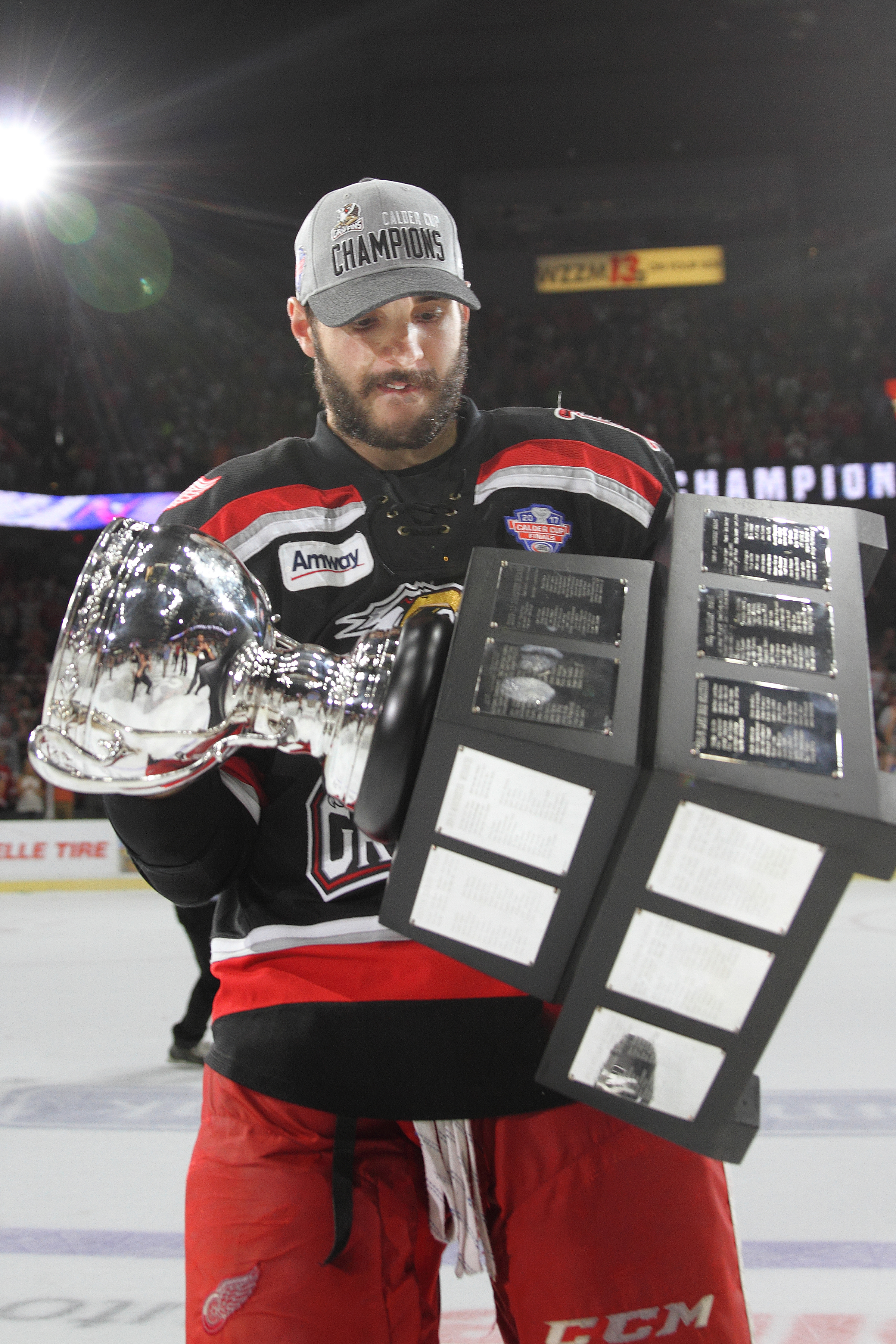
Frk mit dem Calder Cup (2017)

Frk verbrachte seine Juniorenzeit bis zum Jahr 2010 in der Nachwuchsabteilung des HC Karlovy Vary. Nach Auswahlen im KHL Junior Draft und CHL Import Draft entschied sich der 17-jährige Stürmer im August 2010 seine Karriere in Nordamerika fortzusetzen. Er schloss sich den Halifax Mooseheads aus der Ligue de hockey junior majeur du Québec an, die ihn im Draft gewählt hatten. Dort verbrachte der Tscheche drei Spielzeiten. Nach einer erfolgreichen Rookiesaison mit 50 Punkten in 62 Spielen, absolvierte er im Folgejahr verletzungsbedingt lediglich 34 Partien. Dennoch wurde er im NHL Entry Draft 2012 in der zweiten Runde an 49. Position von den Detroit Red Wings aus der National Hockey League ausgewählt. Frk verblieb jedoch noch ein weiteres Jahr in der QMJHL und führte die Mooseheads gemeinsam mit Jonathan Drouin und Nathan MacKinnon sowohl zum Gewinn des Coupe du Président als auch zum Erfolg beim traditionsreichen Memorial Cup.
Anschließend wechselte der rechte Flügelangreifer im Sommer 2013 in die Organisation der Detroit Red Wings, nachdem diese ihn schon im Juli des vorangegangenen Jahres mit einem NHL-Einstiegsvertrag ausgestattet hatten. Die ersten beiden Spielzeiten im Profibereich verbrachte Frk bei den Farmteams der Red Wings, den Toledo Walleye aus der ECHL und den Grand Rapids Griffins aus der American Hockey League. Zur Saison 2015/16 gelang es ihm dann, sich dauerhaft bei den Griffins zu etablieren. Kurz vor Beginn der Saison 2016/17 entschied sich das Management Detroits dazu, dass Frk weiterhin in der AHL spielen sollte. Dafür musste er allerdings den Waiver passieren, von wo ihn der Ligakonkurrent Carolina Hurricanes auswählte. Dort feierte der Stürmer schließlich zu Saisonbeginn sein NHL-Debüt. Nach zwei Einsätzen für die Hurricanes versuchten diese dann Ende Oktober auch, Frk über den Waiver in die AHL zu den Charlotte Checkers zu schicken. Die Detroit Red Wings nutzten jedoch die Chance und holten den Stürmer zurück in ihr Franchise, um ihn schließlich wieder den Grand Rapids Griffins zuzuweisen. Mit den Griffins gewann der Tscheche am Saisonende die AHL-Playoffs um den Calder Cup.
Mit Beginn der Saison 2017/18 etablierte sich Frk im Aufgebot der Red Wings und erzielte in seiner ersten NHL-Saison 25 Scorerpunkte in 68 Spielen. Diesen konnte er im Folgejahr nicht verteidigen und schloss sich anschließend im Juli 2019 Free Agent den Los Angeles Kings an. Dort wurde er hauptsächlich bei den Ontario Reign in der AHL eingesetzt und gab im Rahmen des AHL All-Star Classic 2020 den mit 175,7 km/h härtesten Schuss in der Eishockeygeschichte ab, der bis dato gemessen wurde. Ebenfalls im Trikot der Reign verzeichnete er 73 Punkte in 58 Partien in der Saison 2021/22 und wurde daher im AHL Second All-Star Team berücksichtigt. Nach der Saison 2021/22 schloss er sich, abermals als Free Agent, den St. Louis Blues an. In der Folge kam er jedoch lediglich beim AHL-Farmteam, den Springfield Thunderbirds, zum Einsatz.
Zur Saison 2023/24 wechselte er in die Schweiz zum SC Bern aus der National League. Bereits nach elf Einsätzen wechselte der Tscheche im November 2023 zum Ligakonkurrenten SC Rapperswil-Jona Lakers. Nach einem Jahr in Europa kehrte er im Juli 2024 in die NHL zurück, indem er sich als Free Agent den Calgary Flames anschloss.

### International
Für sein Heimatland spielte Frk bei den U18-Junioren-Weltmeisterschaften 2010 und 2011 sowie den U20-Junioren-Weltmeisterschaften 2011 und 2013. Dabei absolvierte der Stürmer in allen vier Turnieren jeweils sechs Spiele für das Team. Seine beste Ausbeute waren sieben Scorerpunkte bei der U18-Junioren-Weltmeisterschaft 2010. Insgesamt sammelte er in 24 WM-Spielen 22 Scorerpunkte. Die U20-Junioren-Weltmeisterschaft 2011 schloss er als Spieler mit den meisten Strafminuten ab.

## Erfolge und Auszeichnungen
| - 2012 Teilnahme am CHL Top Prospects Game - 2013 Coupe-du-Président-Gewinn mit den Halifax Mooseheads - 2013 Memorial-Cup-Gewinn mit den Halifax Mooseheads - 2013 Memorial Cup All-Star Team | - 2017 Calder-Cup-Gewinn mit den Grand Rapids Griffins - 2020 Teilnahme am AHL All-Star Classic - 2022 AHL Second All-Star Team |

## Karrierestatistik
Stand: Ende der Saison 2024/25

### International
Vertrat Tschechien bei:
- U18-Junioren-Weltmeisterschaft 2010
- U20-Junioren-Weltmeisterschaft 2011
- U18-Junioren-Weltmeisterschaft 2011
- U20-Junioren-Weltmeisterschaft 2013

(Legende zur Spielerstatistik: Sp oder GP = absolvierte Spiele; T oder G = erzielte Tore; V oder A = erzielte Assists; Pkt oder Pts = erzielte Scorerpunkte; SM oder PIM = erhaltene Strafminuten; +/− = Plus/Minus-Bilanz; PP = erzielte Überzahltore; SH = erzielte Unterzahltore; GW = erzielte Siegtore; 1 Play-downs/Relegation; Kursiv: Statistik nicht vollständig)